# 新丹谷
新丹谷（あらたんや）は静岡県静岡市清水区にある町名。丁目を持たない単独町名である。住居表示未実施。

## 地理
清水区の庵原地区の一部に位置し、北に吉原、東から南に杉山、西に伊佐布と隣接している。県営畑地帯総合整備事業（新丹谷地区）の換地処分に伴い農地の区画整理・農道整備などが行われ、4字が混在していたこの地に「新丹谷」の地名をつけた。
主にみかんを中心とした柑橘類の栽培が行われている。

## 歴史
- 2015年（平成27年）12月26日 - 県営畑地帯総合整備事業（新丹谷地区）の換地処分に伴い、清水区伊佐布、吉原、山切、杉山から各一部を分離し新設。

## 世帯数と人口
現在住宅はない。
| 町丁   | 世帯数 | 人口 |
| ------ | ------ | ---- |
| 新丹谷 | 0世帯  | 0人  |

## 施設
- 新丹谷農作業準備休憩施設

## その他

### 日本郵便
- 郵便番号 : 424-0107[2]（集配局：清水郵便局[6]）。